# Koupaliště U Libuše

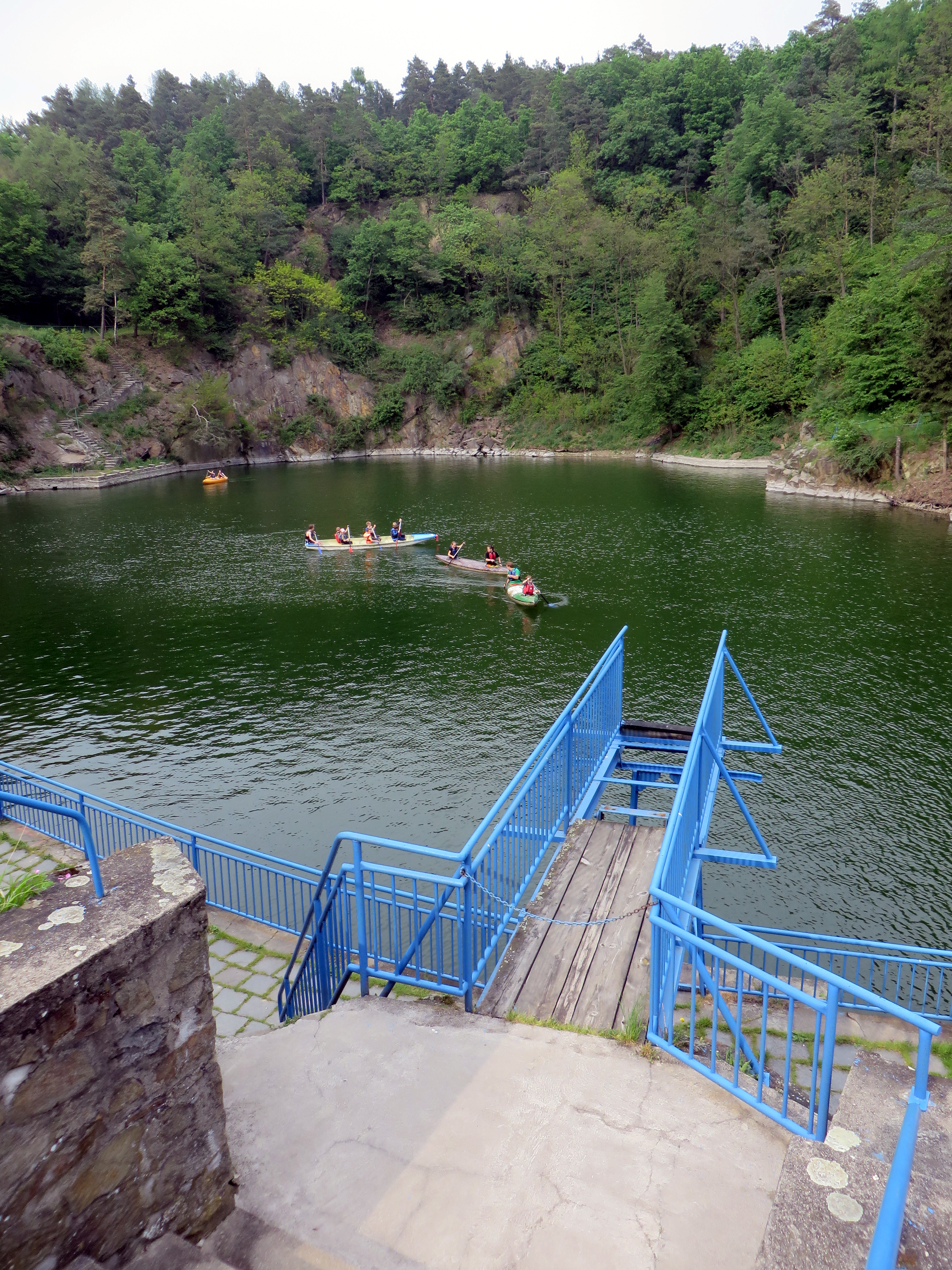
Koupaliště U Libuše

Koupaliště U Libuše je zatopený lom v obci Luleč v okrese Vyškov, který byl ve 30. letech upraven na přírodní koupaliště o celkové ploše 6400 m2. Zdroj vody je podzemní puklinová voda, v případě potřeby je připouštěna voda ze studny.

## Historie

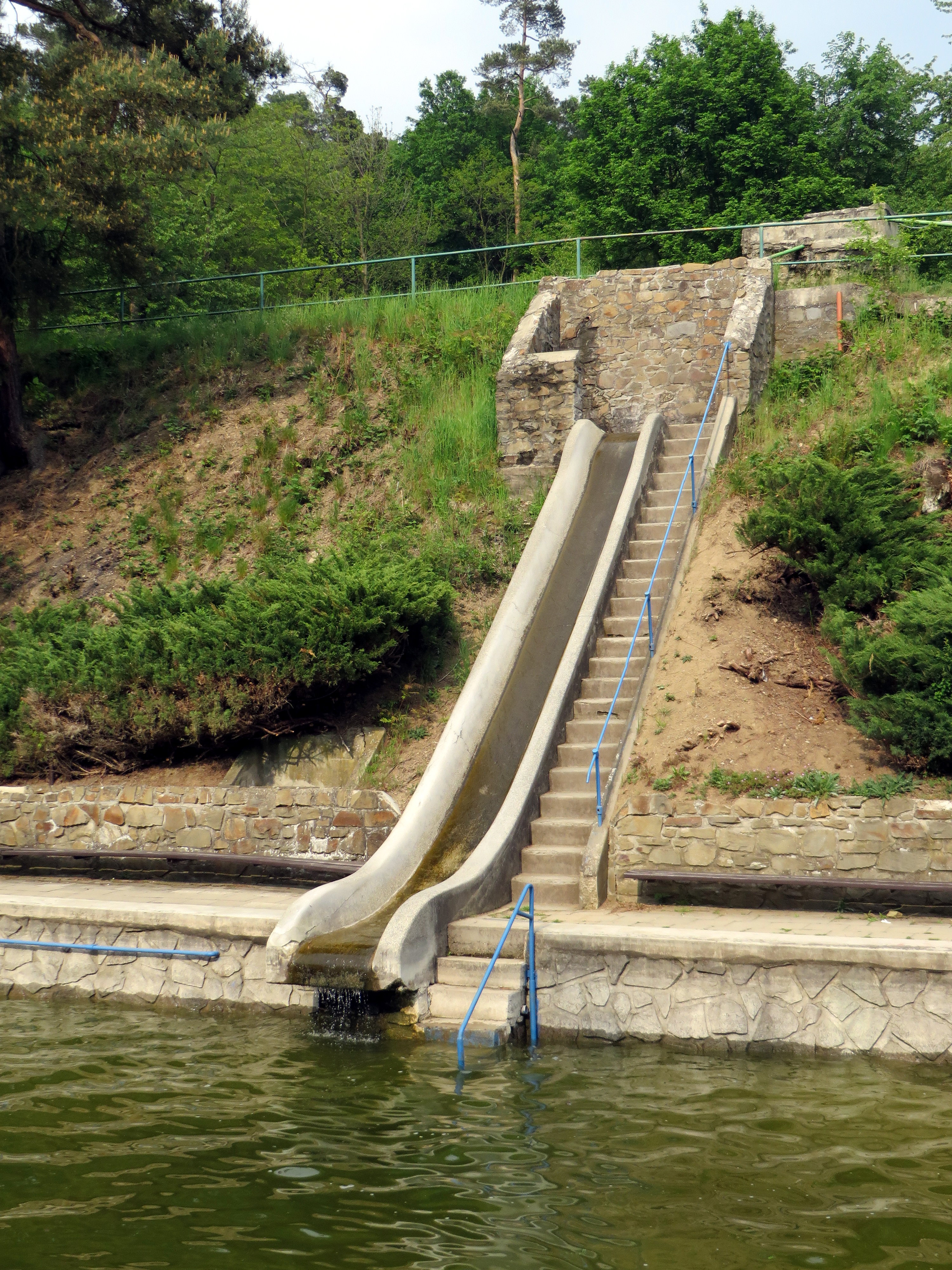
Koupaliště U Libuše – betonová skluzavka

Název „U Libuše“ vznikl podle dávných bájí o Lulči, které vypráví o kněžně Libuši, která na cestě Moravou napájela koně své družiny v lesním prameni s čistou pitnou vodou. Podle této pověsti to má být u studánky v místě nynějšího koupaliště, které tak dostalo historický název U Libuše.
Ještě před vznikem koupaliště to byl kamenolom, který měl pronajatý Ing. Jaroslav Jáchymek, ten ale musel být v létě roku 1935 uzavřen. Z hloubky 25 m vytryskla náhle voda takovým proudem, že za 3 dny byl celý lom zatopen. Skaláci nestačili ani zachránit vozíky, výtah a náčiní z kovárny. Tato událost předznamenala vytvoření dnešního koupaliště.
Koupaliště U Libuše, které za vzájemné podpory obecního úřadu a nemalé pomoci občanů začala budovat TJ Sokol a bylo slavnostně otevřeno 5. července 1939 u příležitosti 30. výročí založení tělovýchovné jednoty.
V roce 2001 odkoupila obec Luleč toto koupaliště od TJ Sokol Luleč za částku 1 096 276 Kč. V témže roce opravila dětské brouzdaliště a v roce 2002 vybudovala WC přímo v areálu koupaliště.

## Provozní doba
pondělí – neděle: 8:00 – 20:00 hod.

## Vybavení
- 3 travnaté pláže (plocha na slunění 4950 m2)
- dětské brouzdaliště
- 2 skokanské můstky (3m, 1m), velká skluzavka
- 6 drah 50m (dráhy nejsou oddělené)
- sprchy a WC po rekonstrukci, převlékárny
- 4 antuková hřiště na volejbal
- houpačky pro děti
- občerstvení a restaurace (v těsné návaznosti na areál)